# Protankyra abyssicola
Protankyra abyssicola är en sjögurkeart som beskrevs av Jakob Gustaf Gösta Theel 1886. Protankyra abyssicola ingår i släktet Protankyra och familjen masksjögurkor. Inga underarter finns listade i Catalogue of Life.